# Landtagswahlkreis Hohenmölsen-Weißenfels
Der Wahlkreis Hohenmölsen-Weißenfels war ein Landtagswahlkreis in Sachsen-Anhalt, welcher zuletzt die Nummer 45 hatte. Der Wahlkreis umfasste zuletzt vom Burgenlandkreis die Gemeinden Dehlitz (Saale), Granschütz, Großgörschen, Stadt Hohenmölsen, Stadt Lützen, Muschwitz, Poserna, Rippach, Röcken, Sössen, Starsiedel, Taucha, Stadt Weißenfels und Zorbau.

## Wahl 2011
Bei der Landtagswahl in Sachsen-Anhalt 2011 waren 44.387 Einwohner wahlberechtigt; die Wahlbeteiligung lag bei 48,3 %. Harry Lienau gewann das Direktmandat für die CDU.
| Bewerber            | Partei           | Erststimmen in % | Zweitstimmen in % |
| ------------------- | ---------------- | ---------------- | ----------------- |
| Harry Lienau        | CDU              | 29,9             | 30,6              |
| Heidelinde Penndorf | Die Linke        | 23,5             | 24,8              |
| Rüdiger Erben       | SPD              | 24,5             | 21,6              |
| Norbert Volk        | FDP              | 2,8              | 3,7               |
| Dorothee Berthold   | GRÜNE            | 6,3              | 5,7               |
| Clemens Wanzke      | Freie Wähler     | 6,5              | 4,0               |
| –                   | KPD              | –                | 0,2               |
| –                   | MLPD             | –                | 0,2               |
| Hans Püschel        | NPD              | 6,5              | 6,6               |
| –                   | ödp              | –                | 0,1               |
| –                   | Tierschutzpartei | –                | 1,3               |
| –                   | Piraten          | –                | 1,0               |
| –                   | SPV              | –                | 0,3               |

## Wahl 2006
Bei der Landtagswahl in Sachsen-Anhalt 2006 traten folgende Kandidaten an:
| Name                              | Partei          | Anteil der Erststimmen |
| --------------------------------- | --------------- | ---------------------- |
| Harry Lienau                      | CDU             | 30,4 %                 |
| Heidelinde Penndorf               | Die Linke       | 26,9 %                 |
| Rüdiger Erben                     | SPD             | 30,7 %                 |
| Frank Mayntz                      | FDP             | 5,4 %                  |
| Gunter Walther                    | GRÜNE           | 3,2 %                  |
| Frank Reimann                     | BBW             | 2,1 %                  |
| Wilfried Stolz                    | Off D-STATT-DSU | 1,3 %                  |
| Wahlberechtigte: 42.945 Einwohner |                 |                        |
| Wahlbeteiligung: 40,2 %           |                 |                        |

## Wahl 2002
Bei der Landtagswahl in Sachsen-Anhalt 2002 traten folgende Kandidaten an:
| Name                              | Partei        | Erststimmen | Zweitstimmen |
| --------------------------------- | ------------- | ----------- | ------------ |
| Harry Lienau                      | CDU           | 40,1 %      | 35,8 %       |
| Gunter Schneider                  | PDS           | 26,4 %      | 23,8 %       |
| Siegfried Hanke                   | SPD           | 22,1 %      | 21,3 %       |
| Norbert Volk                      | FDP           | 11,4 %      | 11,0 %       |
| -                                 | GRÜNE         | -           | 1,0 %        |
| -                                 | Schill-Partei | -           | 4,6 %        |
| -                                 | Sonstige      | -           | 2,5 %        |
| Wahlberechtigte: 44.393 Einwohner |               |             |              |
| Wahlbeteiligung: 49,3 %           |               |             |              |

## Wahl 1998
Bei der Landtagswahl in Sachsen-Anhalt 1998 traten folgende Kandidaten an:
| Name                              | Partei   | Erststimmen | Zweitstimmen |
| --------------------------------- | -------- | ----------- | ------------ |
| Gunter Schmidt                    | CDU      | 29,0 %      | 23,8 %       |
| Margrit Gennburg                  | PDS      | 26,3 %      | 21,4 %       |
| Hermann Quien                     | SPD      | 37,2 %      | 34,0 %       |
| Norbert Volk                      | FDP      | 4,9 %       | 4,0 %        |
| Beate Thomann                     | GRÜNE    | 2,5 %       | 2,2 %        |
| -                                 | DVU      | -           | 12,6 %       |
| -                                 | Sonstige | -           | 2,0 %        |
| Wahlberechtigte: 51.585 Einwohner |          |             |              |
| Wahlbeteiligung: 70,0 %           |          |             |              |

## Wahl 1994
Bei der Landtagswahl in Sachsen-Anhalt 1994 traten folgende Kandidaten an:
| Name                              | Partei   | Erststimmen | Zweitstimmen |
| --------------------------------- | -------- | ----------- | ------------ |
| Gunter Schmidt                    | CDU      | 36,6 %      | 36,1 %       |
| Gerd Weber                        | PDS      | 20,2 %      | 20,4 %       |
| Hermann Quien                     | SPD      | 31,4 %      | 31,9 %       |
| Gerd Piller                       | FDP      | 4,9 %       | 3,4 %        |
| Gisela Lehmann                    | GRÜNE    | 4,6         | 4,1 %        |
| Werner Matte                      | DSU      | 1,1 %       | 0,4 %        |
| Rainer Pfannenschmidt             | STATT    | 1,2 %       | 0,6 %        |
| -                                 | Sonstige | -           | 3,1 %        |
| Wahlberechtigte: 51.961 Einwohner |          |             |              |
| Wahlbeteiligung: 51,7 %           |          |             |              |